# Olofström
Olofström – miejscowość (tätort) w Szwecji, w regionie administracyjnym (län) Blekinge. Siedziba władz (centralort) gminy Olofström.
Miejscowość jest położona w północno-zachodniej części prowincji historycznej (landskap) Blekinge, ok. 25 km na północny zachód od Karlshamn przy drodze krajowej nr 15. Na zachód od miejscowości jest położone jezioro Halen, największe jezioro Blekinge.
Od 1735 roku ośrodek przemysłu metalowego (m.in. współczesne zakłady Volvo Personvagnar AB produkujące karoserie samochodowe).
W 2010 roku Olofström liczył 7327 mieszkańców.

## Współpraca zagraniczna
Miastem partnerskim gminy Olofström jest Kwidzyn.